# Литванија на Светском првенству у атлетици на отвореном 2017.
Литванија је на Светском првенству у атлетици на отвореном 2017. одржаном у Лондону од 4. до 13. августа, учествовала тринаести пут, односно учествовала је под данашњим именом на свим првенствима од 1993. до данас. Репрезентацију Литваније представљало је 15 атлетичара (6 мушкараца и 9 жена), који су се такмичили у 12 дисциплина (5 мушке и 7 женских).,
На овом првенству Литванија је по броју освојених медаља делила 23. место са једном медаљом (злато).. У табели успешности према броју и пласману такмичара који су учествовали у финалним такмичењима (првих 8 такмичара) Литванија је са 2 учесника у финалу делила 36. место са освојеним 10 бодова.
| Плас. | Земља     | 1. место | 2. место | 3. место | 4. место | 5. место | 6. место | 7. место | 8. место | Бр. финал. | Бод. |
| ----- | --------- | -------- | -------- | -------- | -------- | -------- | -------- | -------- | -------- | ---------- | ---- |
| =36.  | Литванија | 1        | 0        | 0        | 0        | 0        | 0        | 1        | 0        | 2          | 10   |

## Учесници
| Мушкарци: - Ремигијус Канчис — Маратон - Игнас Брасевичиус — Маратон - Мариус Жиукас — 20 км ходање - Артур Мастианица — 50 км ходање - Андријус Гуџијус — Бацање диска - Едис Матусевичиус — Бацање копља | Жене: - Егле Балчиунаите — 800 м - Ваида Жусинаите — Маратон - Бригита Вирбалите-Димсине — 20 км ходање - Живиле Ваичиукевичиуте — 20 км ходање - Моника Ваичиукевичиуте — 20 км ходање - Ајрине Палшуте — Скок увис - Довиле Дзиндзалетајте — Троскок - Зинаида Сендриуте — Бацање диска - Ливета Јасиунаите — Бацање копља |  |

## Резултати

### Мушкарци
| Атлетичар         | Дисциплина   | Лични рекорд | Квалификације     | Квалификације     | Финале               | Финале               | Детаљи |
| Атлетичар         | Дисциплина   | Лични рекорд | Резултат          | Место             | Резултат             | Место                | Детаљи |
| ----------------- | ------------ | ------------ | ----------------- | ----------------- | -------------------- | -------------------- | ------ |
| Ремигијус Канчис  | Маратон      | 2:13:12      |                   |                   | 2:16:34              | 24 / 71 (100)        |        |
| Игнас Брасевичиус | Маратон      | 2:18:56      | 2:22:20           | 51 / 71 (100)     |                      |                      |        |
| Мариус Жиукас     | 20 км ходање | 1:21:27      | 1:22:38           | 29 / 58 (64)      |                      |                      |        |
| Артур Мастианица  | 50 км ходање | 4:01:56      | није завршио трку | није завршио трку |                      |                      |        |
| Андријус Гуџијус  | Бацање диска | 68,61        | 67,01             | 1. у гр. Б        | 69,21 ЛР             |                      |        |
| Едис Матусевичиус | Бацање копља | 84,78        | Без пласмана      | Без пласмана      | Није се квалификовао | Није се квалификовао |        |

### Жене
| Атлетичарка               | Дисциплина   | Лични рекорд | Квалификаије    | Квалификаије | Полуфинале            | Полуфинале   | Финале            | Финале       | Детаљи                                   |
| Атлетичарка               | Дисциплина   | Лични рекорд | Резултат        | Место        | Резултат              | Место        | Резултат          | Место        | Детаљи                                   |
| ------------------------- | ------------ | ------------ | --------------- | ------------ | --------------------- | ------------ | ----------------- | ------------ | ---------------------------------------- |
| Егле Балчиунаите          | 800 м        | 1:59,29      | 2:01,21 КВ, ЛРС | 3. у гр. 1   | 2:00,48 ЛРС           | 6. у гр. 2   | Није се пласирала | 13 / 45 (47) | Архивирано на веб-сајту (20. април 2018) |
| Ваида Жусинаите           | Маратон      | 2:32:50      |                 |              |                       |              | 2:41:44 ЛРС       | 31 / 78 (92) |                                          |
| Бригита Вирбалите-Димсине | 20 км ходање | 1:30:20      | 1:30:45 ЛРС     | 16 / 52 (61) |                       |              |                   |              |                                          |
| Живиле Ваичиукевичиуте    | 20 км ходање | 1:31:40      | 1:31:23 ЛР      | 19 / 52 (61) |                       |              |                   |              |                                          |
| Моника Ваичиукевичиуте    | 20 км ходање | 1:31:40      | 1:38:08         | 45 / 52 (61) |                       |              |                   |              |                                          |
| Ајрине Палшуте            | Скок увис    | 2,01 д НР    | 1,92 кв         | 3. у гр А    |                       |              | 1,92              | 7 / 29 (30)  |                                          |
| Довиле Дзиндзалетајте     | Троскок      | 14,23 НР     | 13,97           | 10. у гр Б   | Није се квалификовала | 15 / 26      |                   |              |                                          |
| Зинаида Сендриуте         | Бацање диска | 65,97        | 61,48 кв, ЛРС   | 7. у гр Б    | Без пласмана          | Без пласмана |                   |              |                                          |
| Ливета Јасиунаите         | Бацање копља | 61,32        | 55,80           | 14. у гр А   | Није се квалификовала | 26 / 30 (31) |                   |              |                                          |